# Rudolf von Hößlin

Rudolf von Hößlin

Rudolf Ludwig Theodor Balthasar von Hößlin (* 7. Mai 1858 in München; † 5. Februar 1936 ebenda), auch Rudolf von Hoesslin, war ein deutscher Arzt und Neurologe.

## Leben

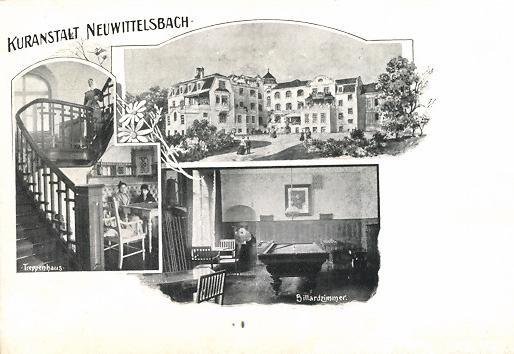
Kuranstalt Neuwittelsbach (um 1910)

Rudolf von Hößlin entstammte dem Adelsgeschlecht von Hößlin und war das jüngste von drei Kindern des Großhändlers Theodor Arnold Balthasar von Hößlin (1813–1869) und dessen Ehefrau Emilie von Hößlin geborene Heinzelmann. Sein Vater lebte während Rudolfs Jugend in Philadelphia. Entsprechend seiner großbürgerlichen Herkunft wurde er privat unterrichtet, u. a. von dem Altphilologen Georg Gött. Das Abitur legte er 1876 am Münchner Maximiliansgymnasium ab, unter anderem mit Karl Schlösser, Gustav von Schoch, Carl Seitz und Ludwig Wüllner. Anschließend studierte er Medizin an der Ludwig-Maximilians-Universität München, unter anderem bei Hugo von Ziemssen, und an der Kaiser-Wilhelm-Universität Straßburg. 1883 wurde er zum Dr. med. promoviert mit einer sechzehn Seiten umfassenden Dissertation (Über den Wasser- und Fettgehalt der Organe bei verschiedenen pathologischen Zuständen), die er bei Carl von Voit verfasste. Er wurde Assistent bei Carl Langenbuch am Lazarus-Krankenhaus in Berlin und unternahm Reisen nach Paris und Wien. Als Assistent bei von Ziemssen in München spezialisierte er sich auf die Fachbereiche Spektrophotometrie und Sphygmographie. 1885 gründete er in München das Sanatorium Neuwittelsbach für Innere Medizin und Nervenkrankheiten, das er jahrzehntelang leitete. Einer seiner bekanntesten Patienten war der Mediziner Emil von Behring, mit dem Hößlin auch nach dessen Behandlung in der Kuranstalt Neuwittelsbach (1907–1910) in intensivem brieflichem Kontakt stand. Er veröffentlichte Arbeiten über Neurasthenie, Hydrotherapie, Spinalleiden, Neuralgie bei Diabetes, psychische Erkrankungen bei Nephritis, sowie zentrale und periphere Lähmungen (Parese) bei Schwangerschaft und nach der Geburt. Nach Hößlin ist das „Hößlinische Zeichen“ zur Unterscheidung von wirklichen und simulierten Paresen benannt. Mit Franz Carl Müller und anderen gab er 1893 das „Handbuch der Neurasthenie“ heraus. Er wurde staatlicherseits mit den Ehrentiteln Sanitätsrat und später Geheimer Sanitätsrat ausgezeichnet.
Rudolf von Hößlin war mit Ella Hößlin, geborene Fromm (1866–1934), verheiratet. Aus der Ehe gingen fünf Kinder hervor: Margarethe (* 1887), Elisabeth (* 1892), Paula (* 1895), Hans Gustav Balthasar (1899–1982) und Dora (* 1903). Sein älterer Bruder Gustav war zeitweise der Leibarzt von König Ludwig III. von Bayern, der älteste Bruder Georg wurde Maler.

## Schriften
- Über den Wasser- und Fettgehalt der Organe bei verschiedenen pathologischen Zuständen. Inaugurial-Dissertation an der Universität München, München 1883.
- Über die Errichtung von Schul- und Volksbrausebädern. Lehmann, München 1890.
- Über die Behandlung chronischer Rückenmarks-Krankheiten und die Vortheile localer Kältereize bei denselben. Lehmann, München 1891. (Digitalisat).
- Ärztlicher Bericht aus der Kuranstalt Neuwittelsbach bei München 1. Jan. bis 31. Dez. 1891. München 1892.
- Pathologische Anatomie der Nerurasthenie. Übergangsformen der Neurasthenie in psychischen Erkrankungen. In: Handbuch der Neurasthenie. F. C. W. Vogel, Leipzig 1893.
- Über die Behandlung der Fettleibigkeit. Lehmann, München 1900.
- Die Schwangerschaftslähmungen der Mütter. August Hirschwald, Berlin 1905.
- Über multiple Sklerose. Exogene Ätiologie, Pathogenese und Verlauf. Lehmann, München 1934.